# Nieświastów
Nieświastów – wieś w Polsce położona w województwie wielkopolskim, w powiecie konińskim, w gminie Kazimierz Biskupi.
W latach 1975–1998 miejscowość administracyjnie należała do województwa konińskiego.
Nieświastów od początku związany był z Kazimierzem Biskupim i zawsze był uważany za jedną z ważniejszych części składowych kazimierskiego majątku. Należał także do parafii pw. św. Marcina w Kazimierzu Biskupim.
Na początku XV wieku pojawiła się druga wieś Nieświastów, ale niecałe sto lat później zostały one połączone w jedną. W tym samym czasie na terenie wsi istniał zbór husycki.
W roku 1935, z inicjatywy Stanisława Mańkowskiego, powstała dworska gorzelnia, a miejscowy folwark był największy w okolicy. We wsi znajdowała się także duża hodowla koni dla wojska oraz owczarnia. Po II wojnie światowej majątek Mańkowskich został upaństwowiony.
Podczas II wojny światowej Niemcy wywieźli na roboty przymusowe do Niemiec 40 mieszkańców Nieświastowa. Z kolei okupanci osiedlili we wsi 32 Niemców.
W 1968 roku na teren Nieświastowa wkroczyła odkrywka KWB Konin, dlatego przesiedlono część wsi, wywłaszczono kilka budynków miejscowego PGR-u oraz 10 gospodarstw kolonii.
We wsi znajdowała się niegdyś filia szkoły podstawowej w Kazimierzu Biskupim. 
Przez cały czas swojego istnienia miejscowość należała do największych i najludniejszych w gminie. W 2010 roku 903 ha zamieszkało 577 osób.

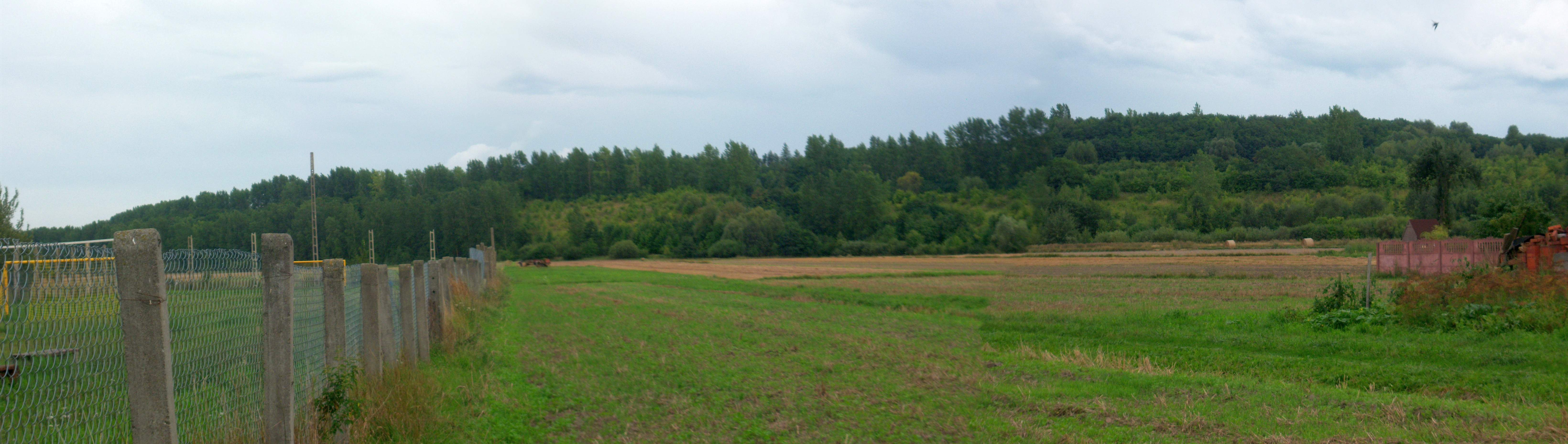
Nieświastów od północy i południa otoczony jest pokopalnianymi zwałowiskami porośniętymi głównie akacją